# المجلاسة (بعدان)

تعديل مصدري - تعديل

المجلاسة محلة تابعة لقرية الاظهر، التابعة لعزلة دلال بمديرية بعدان إحدى مديريات محافظة إب في الجمهورية اليمنية، بلغ تعداد سكانها 94 حسب تعداد اليمن لعام 2004.